# Kutasari (Baturraden)
Kutasari is een plaats en bestuurslaag (kelurahan) in het onderdistrict (kecamatan) Baturraden in het regentschap Banyumas van de provincie Midden-Java, Indonesië. Kutasari telt 5.037 inwoners (volkstelling 2010).